# Синдром Аді — Крітчлі
Синдром Аді—Крітчлі (англ. Adie-Critchley syndrome) — клінічний синдром, який виникає внаслідок ураження  лобової частки головного мозку (особливо премоторної області, поле Бродмана 6) і проявляється порушенням м'язового захвату і рефлекторного контролю роботи м'язів.

## Етимологія
Названий на честь британських неврологів Вільяма Джона Аді (англ. William John Adie, роки життя 1886-1935) і Макдональда Крітчлі (англ. MacDonald Critchley; 1900-1997), які вперше описали його в 1927 році

## Патогенез
Виникає внаслідок найчастіше пухлини лобової частки, як правило, злоякісної, рідше за інших причин (вогнищевий енцефаліт, абсцес мозку, киста, ішемія або крововилив тощо).

## Клінічні ознаки
Якщо покласти будь-який предмета на долоню хворого, той мимоволі захоплює його, стискає в кулак і міцно утримує, не в змозі розтиснути зведені пальці кисті.

## Лікування
Головним напрямком є лікування основного захворювання.